# Brooklyn Heights (Ohio)
Pour les articles homonymes, voir Brooklyn Heights.
Brooklyn Heights est un village américain situé dans le comté de Cuyahoga, dans l’Ohio. Selon le recensement de 2010, sa population est de 1 543 habitants.